# Isaac Bardavid
Isaac Bardavid (Niterói, 13 de fevereiro de 1931 – Niterói, 1º de fevereiro de 2022) foi um ator, dublador e poeta brasileiro. Bardavid é considerado um dos grandes nomes da dublagem brasileira, tendo dublado personagens como Wolverine, Freddy Krueger e Esqueleto (He-Man). Como ator, tornou-se conhecido por ter atuado em Escrava Isaura (1976) e nas duas versões do Sítio do Picapau Amarelo.

## Biografia
De origens turco-sefarditas, Isaac Bardavid formou-se em Direito no ano de 1976, mas preferiu seguir a carreira na dramaturgia. Como dublador, a voz grave de Isaac está entre as mais conhecidas do público ao ter já sido cedida para personagens famosas, a exemplo de Wolverine dos X-Men, o vilão Esqueleto de He-Man, Tigrão do Ursinho Pooh, Dr. Robotnik da franquia Sonic the Hedgehog e o computador K.I.T.T. do seriado A Super Máquina. Em 2017, Bardavid disse que o filme Logan seria a última vez em que dublaria o personagem Wolverine, e quando o intérprete do personagem, Hugh Jackman, veio ao Brasil para promover o filme, Bardavid conheceu pessoalmente o ator australiano em sua entrevista no talk-show The Noite com Danilo Gentili.
Além de uma carreira como dublador, Bardavid também atuou como ator em telenovelas e humorísticos da Rede Globo como Escrava Isaura (1976), O Astro (1977) e A Padroeira (2001). Em Escrava Isaura ganhou notoriedade interpretando o tirano Francisco, o feitor que maltratava os escravos do vilão Leôncio Almeida (Rubens de Falco). Isaac participou de alguns episódios  dos humorísticos Os Trapalhões, Chico Anysio Show e Cilada. Em 2006 e 2007, Isaac interpretou "Elias Turco" no Sítio do Picapau Amarelo ao substituir José Augusto Branco. Após esse trabalho, foi integrar o elenco da novela Eterna Magia no papel do barbeiro Zequinha.
Em 2004, foi indicado ao Prêmio Yamato de Melhor Dublador de Coadjuvante por seu trabalho como o Esqueleto em He-Man e os Mestres do Universo (reboot de 2002).
Venceu o Prêmio Yamato de 2010 na categoria Melhor Dublador de Protagonista por seu trabalho como Logan, em X-Men Origens: Wolverine.
Em 2016 lançou Versos Adversos, um livro de poesias escritas ao longo de 69 anos.

### Morte
Bardavid morreu em 1 de fevereiro de 2022, devido as complicações de uma enfisema pulmonar. Seu neto João disse que irá concluir o livro de poesias que Bardavid preparava à época.
O ator Hugh Jackman, intérprete do Wolverine e que conheceu Isaac em 2017, prestou uma homenagem a ele. Nas redes sociais, Jackman publicou um vídeo ao lado de Bardavid e escreveu: "Isaac Bardavid. Que lenda. Que vida e legado. Que voz! Descanse em paz, meu amigo."

## Filmografia

### Televisão
| Ano     | Título                               | Papel                                                                                   | Nota                                             |
| ------- | ------------------------------------ | --------------------------------------------------------------------------------------- | ------------------------------------------------ |
| 1962    | Pererê                               | Galileu                                                                                 |                                                  |
| 1962    | TV de Comédia                        | Delegado Nonato                                                                         | Episódio: "Com o Vestido de Madame"              |
| 1963    | Teatro Câmera Um                     | Barbânico                                                                               | Episódio: "Othelo"                               |
| 1965    | O Porto dos Sete Destinos            | Ismael                                                                                  |                                                  |
| 1970    | Irmãos Coragem                       | Beato Zacarias                                                                          |                                                  |
| 1972    | Selva de Pedra                       | Promotor do julgamento                                                                  |                                                  |
| 1973    | Jerônimo, o Herói do Sertão          | Armando                                                                                 | Episódio: "A Porta do Inferno"                   |
| 1973    | Jerônimo, o Herói do Sertão          | Inácio                                                                                  | Episódio: "Os Caminhos da Esperança"             |
| 1974    | Fogo sobre Terra                     | Salim                                                                                   |                                                  |
| 1975    | Gabriela                             | Juiz Antônio                                                                            |                                                  |
| 1975    | A Moreninha                          | moribundo agradecido por Carolina e Augusto crianças terem salvo sua vida, em flashback |                                                  |
| 1976    | Escrava Isaura                       | Francisco                                                                               |                                                  |
| 1976    | O Feijão e o Sonho                   | Ribas                                                                                   |                                                  |
| 1976    | Vejo a Lua no Céu                    | Anjo Latoeiro                                                                           |                                                  |
| 1977    | Locomotivas                          | Victor                                                                                  |                                                  |
| 1977    | O Astro                              | Youssef Hayala                                                                          |                                                  |
| 1978    | Sítio do Picapau Amarelo             | Cássio                                                                                  | Episódio: "Quem Tem Boca Vai à Roma"             |
| 1979    | Sítio do Picapau Amarelo             | Antônio Carreiro                                                                        | Episódio: "O Curupira"                           |
| 1979    | Carga Pesada                         | Assad                                                                                   | Episódio: "A Santa"                              |
| 1979    | Carga Pesada                         | Otacílio                                                                                | Episódio: "Pogrom, Moralidade Se Conquista"      |
| 1979–80 | Chico City                           | Mordomo Horácio / Bandido                                                               |                                                  |
| 1979–87 | Os Trapalhões                        | Vários personagens                                                                      |                                                  |
| 1980    | Malu Mulher                          | Xavier                                                                                  | Episódio: "Antes dos 40, Depois dos 30"          |
| 1981    | Terras do Sem Fim                    | Argemiro                                                                                |                                                  |
| 1981    | Obrigado, Doutor                     | Padre Paulo                                                                             | Episódio: "O Santo e a Vaca"                     |
| 1981    | Obrigado, Doutor                     | Padre Inácio                                                                            | Episódio: "Um Cidadão em Perigo"                 |
| 1983    | Eu Prometo                           | Pedro                                                                                   |                                                  |
| 1986    | Dona Beija                           | Delegado Nunes                                                                          |                                                  |
| 1986    | Tudo ou Nada                         | Neném Travassos                                                                         |                                                  |
| 1987    | Bambolê                              | Dr. Meirelles                                                                           |                                                  |
| 1988    | O Primo Basílio                      | Artur                                                                                   |                                                  |
| 1988    | Bebê a Bordo                         | Nascimento                                                                              |                                                  |
| 1990    | Desejo                               | Diocleciano                                                                             |                                                  |
| 1990    | Gente Fina                           | Vendedor de cigarros                                                                    |                                                  |
| 1990    | La Mamma                             | Etelvino                                                                                |                                                  |
| 1991    | Ilha das Bruxas                      | Doutor Benzedeiro                                                                       |                                                  |
| 1991    | O Fantasma da Ópera                  | Nascimento                                                                              |                                                  |
| 1993    | Você Decide                          |                                                                                         | Episódio: "O Homem Errado"                       |
| 1994    | A Viagem                             | Dr. Bruno                                                                               |                                                  |
| 1994    | Incrível, Fantástico, Extraordinário | Hermes                                                                                  | Episódio: "Gêmeas"                               |
| 1995    | Tocaia Grande                        | Jamil Skaf                                                                              |                                                  |
| 2000    | O Cravo e a Rosa                     | Dr. Felisberto                                                                          |                                                  |
| 2001    | A Padroeira                          | Filipe Pedroso                                                                          |                                                  |
| 2001    | Sítio do Picapau Amarelo             | Miguelito Ramirez de Souza Rodrigues                                                    | Episódio: "Caçadas de Pedrinho"                  |
| 2003    | Chocolate com Pimenta                | Defensor Paulo                                                                          |                                                  |
| 2005    | Cilada                               | Eurico                                                                                  | Episódio: "Motel"                                |
| 2005    | Mandrake                             | Raimundo                                                                                | Episódio: "Atum Vizcaya" Episódio: "Yag"         |
| 2006    | Sítio do Picapau Amarelo             | Elias Turco                                                                             | Temporada 6                                      |
| 2007    | Eterna Magia                         | José Carlos Finnegan (Zequinha)                                                         |                                                  |
| 2008    | Casos e Acasos                       | Juiz Pedro Paulo                                                                        | Episódio: "A Aliança, a Queixa e a Revista"      |
| 2008    | Casos e Acasos                       | Otacílio                                                                                | Episódio: "O Celular, a Viagem e o Dia Seguinte" |
| 2008    | Faça sua História                    | Garrastazu                                                                              | Episódio: "A Última Farra"                       |
| 2008    | Faça sua História                    | José Carlos Barreira                                                                    | Episódio: "O Feitiço da Cueca"                   |
| 2008    | Malhação                             | Mestre Ramarashi                                                                        |                                                  |
| 2008–09 | Zorra Total                          | Vários personagens                                                                      |                                                  |
| 2009    | Os Caras de Pau                      | Sábio das Montanhas                                                                     | Episódio: "As Férias"                            |
| 2010    | Papai Noel Existe                    | Seu Habib                                                                               | Especial de fim de ano                           |
| 2011    | Lara com Z                           | Leiloeiro                                                                               |                                                  |
| 2012    | Rei Davi                             | Samuel                                                                                  |                                                  |
| 2012    | Salve Jorge                          | Tartan                                                                                  |                                                  |
| 2012    | Pilotos MTV                          | Benedito                                                                                | Episódio: "256"                                  |
| 2013    | Além do Horizonte                    | Klaus                                                                                   |                                                  |
| 2014–15 | Zorra Total                          | Doutor Felizberto                                                                       |                                                  |
| 2015    | Milagres de Jesus                    | Anás                                                                                    | Episódio: "A Cura do Servo do Sumo Sacerdote"    |
| 2016    | Totalmente Demais                    | Sheik Ibrahim Alfaray                                                                   | Episódios: "25–26 de maio"                       |
| 2017    | Dois Irmãos                          | Abbas                                                                                   |                                                  |
| 2021    | Carcereiros                          | Álvaro                                                                                  | Episódio: "A Noite sem Fim"                      |

### Cinema
| Ano  | Título                     | Papel                 |
| ---- | -------------------------- | --------------------- |
| 1968 | A Virgem Prometida         | Moreninho             |
| 1969 | Um Sonho de Vampiros       | Matamosquito Carranca |
| 1983 | Os Campeões                | Beduíno               |
| 2003 | My Father, Rua Alguém 5555 | Judeu                 |
| 2016 | O Escaravelho do Diabo     | Diretor Magalhães     |
| 2019 | Carcereiros: O Filme       | Álvaro                |
| 2020 | Karsmênia                  | Rei Páris             |
| 2020 | Pecado Vermelho            | Sr. Dompson           |

### Trabalhos como dublador
- Cheavlier de la Vérendrye, em Assassin's Creed Rogue;(2013)
- Julius Lewinson (Judd Hirsch) - Independence Day (1996) e Independence Day - O Ressurgimento;(2016)
- Reader (Dominic Chianese) - Os Pinguins do Papai;( 2011)
- Narrador da minissérie do History A Bíblia;(2013)
- Freddy Krueger (Robert Englund), na franquia de filmes de horror A Hora do Pesadelo;(1984)
- Abutre, em A Era do Gelo 2;(2006)
- Rei Harold em Shrek 2(2004) Shrek Terceiro ( 2007)e Shrek para Sempre;(2010)
- Rei Tritão, em A Pequena Sereia: A História de Ariel;(2008)
- Robert Baratheon, em Game of Thrones;(2011)
- Narrador na série francesa televisiva Lendas das Ciências (1997), representando o filósofo Michel Serres;
- Horácio Slughorn (Jim Broadbent) - Harry Potter e o Enigma do Príncipe;(2009)
- Flores Flama, em O Caldeirão Mágico;(1985)
- Fenoglio (Jim Broadbent) - Coração de Tinta;(2008)
- Chapeleiro Louco, em Alice no País das Maravilhas (dublagem exibida pelo SBT nos anos 90);(1951)
- Wolverine (Hugh Jackman), no desenho e nos filmes X-Men (seu papel favorito). E também nas paródias da Mad; (2000)
- Thomas (Charles Dance), em Anjos da Noite;(2003)
- Garganta Profunda (Jerry Hardin), no seriado Arquivo X;(2002)
- Capitão Gregg (Edward Mulhare) - Nós e o fantasma;(1968)
- O computador do carro K.I.T.T., em A Super Máquina sendo que vai do piloto à primeira parte do episódio "A Nova Aparência de K.I.T.T." e repete o personagem em Knight Rider 2000;
- Esqueleto, em He-Man;(1981)
- Tio Fester Addams (Christopher Lloyd), - A Família Addams (1991) e A Família Addams 2 (1993);
- A estátua de Ivan, o Terrível (Christopher Guest) -Uma Noite no Museu 2 (2009)
- Jor-El (Marlon Brando) - Superman - O Filme (1978)
- Capitão Haddock, em As Aventuras de Tintim (1991)
- Scooter, em Os Terríveis Lagartos do Trovão; Filme (1993)
- Foco Um, em Dinamite, o Bionicão;(1976)
- Lord Norinaga, em As Tartarugas Ninjas 3;(1984)
- R.K. Maroon (Alan Tilvern), - Uma Cilada para Roger Rabbit;(1988)
- Johnny (Ralph Foody), homem psicótico do filme Angels With Even Filthier Souls ao qual Kevin McCallister (Macaulay Culkin) assiste no filme de 1990 Esqueceram de Mim;
- Prefeito Karl Warren (Donald Crisp) -Pollyanna;(1960)
- Tigrão em As Muitas Aventuras do Ursinho Puff (dublagem da Double Sound), As Novas Aventuras do Ursinho Puff (3ª voz), Tigrão - O Filme, O Livro do Pooh, Leitão - O Filme, Pooh e o Efalante,  Meus Amigos Tigrão e Pooh, e O Ursinho Pooh.
- Joelho de Bronze/Crash Nebula, em Os Padrinhos Mágicos;(2001)
- personagens de Albert Finney e Martin Landau em muitos filmes;
- Chefe Powhatan, em Pocahontas ( 1995)e Pocahontas II: Uma Jornada Para o Novo Mundo;(1998)
- Dr. Pretorius (1ª voz), em O Máskara;(1997)
- Senhor do Fogo Ozai, em Avatar: A Lenda de Aang;(2005)
- Thadeus Plotz, em Animaniacs;(1994)
- Eustácio Resmungão, em Cartoon Network - 20 Anos(1992)
- Sr. Castor, em As Crônicas de Nárnia: O Leão, A Feiticeira e O Guarda-Roupa;(2005)
- Obi-Wan Kenobi (Alec Guinness), em Guerra nas Estrelas;(1977)
- Lord Darkar, em O Clube das Winx;(2004)
- Marinheiro, em Mascotes Extraterrestres;(2005)
- Tio Patinhas no papel de Ebenezer Scrooge, em O conto de Natal do Mickey;(1983)
- Drácula, em As Terríveis Aventuras de Billy e Mandy;(2008)
- O promotor (Clifton James), em Os Intocáveis;(1987)
- Bang, em Space Jam: O Jogo do Século;(1996)
- O Capitão Gancho, em Jake e os Piratas da Terra do Nunca ( desenho de 2015)e Mad;( série)(2015)
- Nataniel Lima (Ramos) em O Segredo dos Animais;(2006)
- Zarm (episódio "A máquina dos sonhos") e outras participações, em Capitão Planeta;(1991)
- Dr. Ivo "Eggman" Robotnik, em Adventures of Sonic the Hedgehog (  no desenho As Aventuras do Sonic de 1996) Sonic the Hedgehog ( desenho Sonic e o Ouriço de 1994) , Sonic Underground( desenho de 1999),Sonic X ( anime de 2005)e Sonic Boom ( série 1ª temporada em 2014);
- Hora Certa, em Toy Story 4 ( Filme 2019)e Garfinho Pergunta;( Animação de 2019)
- O Rei, em O Pequeno Príncipe;( Filme de 2015)
- Filoctetes (Danny DeVito/Robert Costanzo), no filme de 1997 Hércules bem como no seriado;
- Yao, em Mulan  ( animação de 1998)e Mulan 2; ( Animação de 2004)
- Billy Bones, em Planeta do Tesouro;( Filme de 2002)
- Agamenon (Brian Cox), no filme épico de 2004 Troia;
- Reinaldo de Chatillon (Brendan Gleeson), em Cruzada;( filme de 2005)
- Joshamee Gibbs (Kevin McNally), na franquia de filmes Piratas do Caribe;( Filme de 2003)
- Behrani (Ben Kingsley), em A Casa de Névoa e Areia (Filme de 2003)
- Nicoli Koloff (Michael Pataki), no filme de 1985 Rocky IV (companheiro político de Ivan Drago, cujo nome não é dito durante o filme);
- Noé (Hugo Weaving), em Happy Feet: O Pingüim( filme de 2006)Happy Feet: O Pingüim 2;(filme de 2011)
- Garrow (Alun Armstrong), em Eragon; ( filme de 2006)
- Cutter (Michael Caine), em O Grande Truque; ( filme de 2006)
- Luper e Prefeito, em As Meninas Superpoderosas: Geração Z; ( anime de 2008)
- O narrador de Horton e o mundo dos Quem; Filme de 2008
- Frankie Pentangeli (Michael V. Gazzo), em O Poderoso Chefão: Parte II (dublagem clássica e redublagem);Filme de 1974
- os irmãos Bacalhau, em Os Apuros de Penelope Charmosa (redublagem);Desenho de 1969
- o demônio do fliperama no episódio "O Bispo da Batalha" em "Pesadelos Diabólicos" ("Nightmares") de 1987;
- participações secundárias nas dublagens de Alf, o ETeimoso ( seriado de1986 à  1990),DuckTales: Os Caçadores de Aventuras  (desenho de 1988 à 1998)
- Timão e Pumba  ( filme O Rei Leão 1994) e A Turma do Pateta( desenho de 1992)
- O pai de d'Artagnan, no desenho animado D'Artagnan e os Três Mosqueteiros;(1981)
- Sentinel Prime (Leonard Nimoy), no filme de 2011 Transformers: O Lado Oculto da Lua;
- Richard Nixon (Anthony Hopkins) -  Nixon; Filme(2005)
- Faraó velho Ptolomeu Sóter (Anthony Hopkins) -Alexandre; Filme (2004)
- Odin (Anthony Hopkins) - Thor( filme de 2011, ) Thor: O Mundo Sombrio( filme de 2013)Thor: Ragnarok;Filme (2017)
- Thomas "Tom" Bardo (Stephen Rea) - Em Rota de Colisão;(2018)Filme
- Ian Holm - Hora de Voltar(filme de 2004),Carruagens de Fogo ( filme de 1981) e O Hobbit: Uma Jornada Inesperada filme (2012)
- Corki, em League of Legends; Jogo (2009)
- Dr. Jeremiah Naehring (Max Von Sydow) -Ilha do Medo;(2010)
- Sheik Ilderim (Hugh Griffith), em Ben Hur; Filme(1959)
- Rei da Luta, em Hora de Aventura seriado (2010)
- Blacque Jacque Shellacque em O Show dos Looney Tunes;(2005)
- Raúl Menéndez (apenas nas cenas entre fases) na dublagem brasileira do jogo Call of Duty: Black Ops II;(2012)
- Emhyr var Emreis na dublagem brasileira do jogo The Witcher 3: Wild Hunt;(2015)
- Aphonse LaFleur em Scooby-Doo e o Abominável Homem das Neves;(2007)
- Pandam, em Pokémon: Sun & Moon; no jogo (2016)
- Presidente Snow (Donald Sutherland) em Jogos Vorazes (2008), Em Chamas(2013)Filme, A Esperança – Parte 1(2014)Filme e A Esperança – O Final;(2014) Filme
- George Vandeman, pastor adventista do sétimo dia do programa Está Escrito;[13](1956)
- Woolie em Cats Don't Dance;filme Gatos não sabem dançar (1997)
- Bertie em Thomas and the Magic Railroad;Filme Thomas e a ferrovia mágica ( 2000)
- Big Mickey em TUGS;
- Narrador em Garfield and Friends Desenho Garfield e seus amigos (1988 à 1994)
- Pappy em Rolie Polie Olie; O mundo Redondo de Olie (1998)
- Jebediah em The Little Engine That Could; O pequeno Motorsinho ( 2011)
- Mack em The Brave Little Toaster Goes to Mars; A torradeira Valente vai a Marte  ( 1998)
- Cerdic (Stellan Skarsgård) em Rei Arthur (2004);
- Belial (voz modificada) em Diablo III.[14] Jogo( 2012);
- Logan Roy, ceo da waystar Royco em Succession (2018), 1° Temporada, HBO;